# تاناكا توسا
تاناكا توسا (7 سبتمبر 1820 - 8 أوكتوبر 1868)، هو ساموراي ياباني من فترة إيدو، كان تاجراً من ماتسودايرا في إيزو. خدم ككارو ضمن إدارة إيزو وشارك في حرب بوشين. بدخول قوات جيش اليابان الإمبراطوري إلى قلعة تسوروغا، قاد الجهود لوقف تقدمهم. بعد الهزيمة، تبع زميله جينبو كورانوسوكي إلى منزل طبيب مجاور، وانتحر بطريقة هارا كيري.